# Exloërveen
Exloërveen (52° 54′ N, 6° 54′ L) é uma pequena localidade dos Países Baixos, localizada na província de Drente. Pertence ao município de Borger-Odoorn e está situada aproximadamente 15 km ao norte de Emmen. Trata-se de uma vila predominantemente rural, com baixa densidade populacional.
A área de Exloërveen, que também inclui as partes periféricas da vila e a zona rural ao redor, tem uma população estimada em 60 habitantes.

## Características
Exloërveen é caracterizada por uma paisagem agrícola típica da região de Drente, composta por campos planos, pequenas florestas e áreas de turfeiras drenadas. A economia local baseia-se sobretudo na agricultura, pecuária e pequenas propriedades familiares. A vila conserva seu ambiente tranquilo e natural, comum às pequenas comunidades do norte dos Países Baixos.